# Fotbal Club Petrolul Ploiești

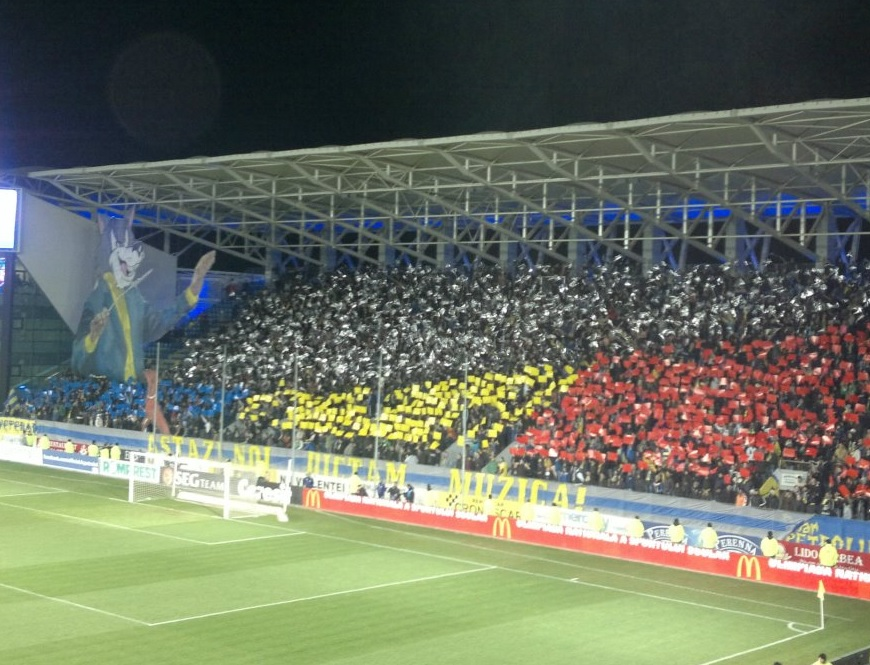
Los aficionados del Petrolul son los más conocidos en Rumania por sus coreografías en 3D.

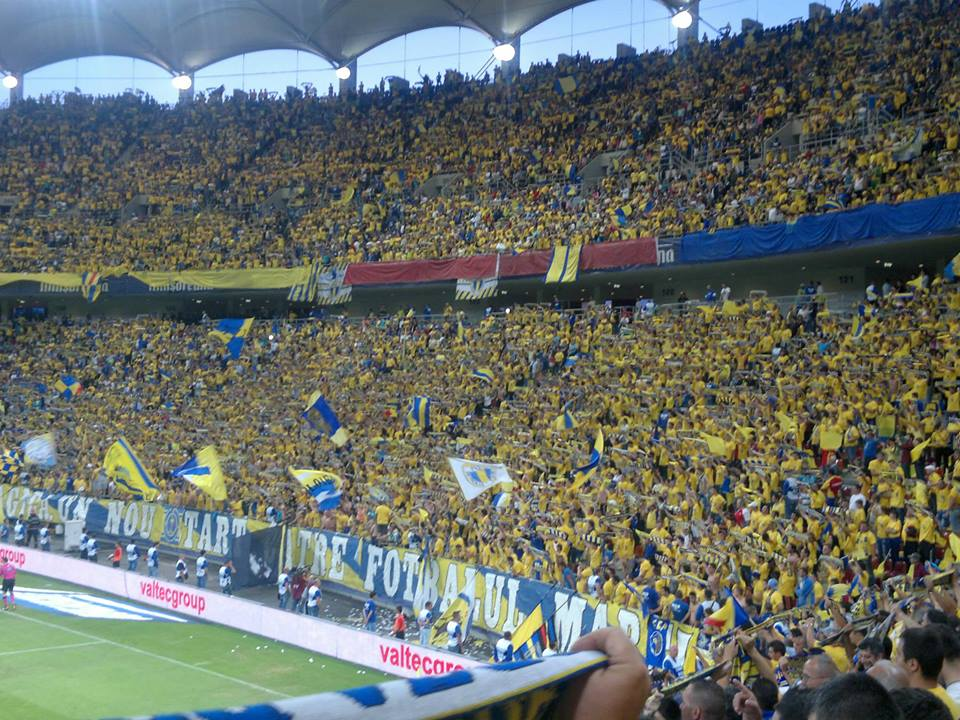
Los Lobos Amarillos durante la final de la Copa de Rumania 2012/13 en Bucarest.

El Fotbal Club Petrolul Ploieşti es un club de fútbol rumano de la ciudad de Ploieşti. Fue fundado en 1924, disputa sus partidos como local en el Stadionul Ilie Oană y juega en la Liga I.

## Historia
Los orígenes del Petrolul Ploiești se remontan a 1924 cuando se fundó con el nombre de Juventus Bucuresti, tras la fusión de Triumf București y Romcomit București. Al final de la temporada 1929-30 el Juventus se consagró campeón de la Divizia A. Después de la reorganización del fútbol rumano, Juventus contaba con siete apariciones consecutivas en la máxima competición, de 1933 a 1940.
Después de la Segunda Guerra Mundial, al igual que la mayoría de los clubes del fútbol en Rumania, el Juventus București fue renombrado y reubicado en varias ocasiones, convirtiéndose, a su vez, en Distribuția, Competrol, Partizanul, Energia y Flacăra, instalándose definitivamente en 1952 en Ploiești, fecha que se considera como la fundación del actual Petrolul.
El club ganó la Divizia A en 1929-30 como Juventus y, posteriormente, como Petrolul, logró los títulos de liga en 1958, 1959 y 1966, así como tres Copas de Rumania en las temporadas 1962-63, 1994-95 y 2012-2013.
Su debut en Europa fue en el 1958, en la Copa de Campeones de Europa 1958-59. Donde perdió contra el F. C. Erzgebirge Aue de Alemania del Este. en la ronda previa, en el partido de desempate. 
Su mejor actuación europea fue alcanzar los cuartos de final de la Copa de Ferias en la edición de 1962-63 después de eliminar el Spartak Brno de Checoslovaquia y Leipzig XI de la República Democrática Alemana, y de ser derrotado por el Ferencvárosi TC húngaro. En la Recopa de 1995-96 derrotó al Wrexham FC de Gales en los dos encuentros de la ronda preliminar, pero fue eliminado por el Rapid de Viena.
Petrolul ganó su ascenso como campeón de la Liga II 2010-11 y regresó a la Liga I por primera vez desde que el equipo descendió en 2004.
En los inicios de la segunda década de los 2000, el club disfrutó de un relativo éxito, proclamandose campeón de la Copa de Rumania en el 2012, y clasificando a la UEFA Europa League dos años consecutivos. También ficharon a la estrella del fútbol rumano, Adrian Mutu.
En 2015, por problemas financieros, el Petrolul Ploiesti tuvo que insolverse, pero, poco después, en el verano de 2016, unos aficionados inscribieron al equipo en la Liga IV-a, desde la que fueron ascendiendo hasta volver a la Liga I en 2022 al ganar la Liga II en la 21-22.

### Nombres del club
| Año(s)        | Nombre                |
| ------------- | --------------------- |
| 1924–52       | FC Juventus București |
| 1952–56       | Flacăra Ploiești      |
| 1956–57       | Energia Ploiești      |
| 1957–92       | FC Petrolul Ploiești  |
| 1992–93       | FC Ploiești           |
| 1993–presente | FC Petrolul Ploiești  |

## Palmarés
Campeonatos nacionales (7)
- Liga I (4): 1930 (como Juventus), 1958, 1959, 1966
- Copa de Rumania (3): 1963, 1995, 2013
- Liga II (9): 1940–41, 1954, 1976–77, 1981–82, 1984–85, 1988–89, 2002–03, 2010–11, 2021-22

## Participación en competiciones de la UEFA

### UEFA Champions League / Copa Europea
| Temporada | Ronda      | Club                   | Casa | Visita | Global             |
| --------- | ---------- | ---------------------- | ---- | ------ | ------------------ |
| 1958–59   | Preliminar | Wismut Karl Marx Stadt | 2–0  | 2–4    | 4–4 (0-4 Play-off) |
| 1959–60   | Preliminar | Wiener Sportclub       | 1–2  | 0–0    | 1–2                |
| 1966–67   | 1          | Liverpool              | 3–1  | 0–2    | 3–3 (0-2 play-off) |

### UEFA Cup Winners' Cup / European Cup Winners' Cup
| Temporada | Ronda          | Club       | Casa | Visita | Global |
| --------- | -------------- | ---------- | ---- | ------ | ------ |
| 1963–64   | Preliminar     | Fenerbahçe | 1–0  | 1–4    | 2–4    |
| 1995–96   | Clasificatoria | Wrexham    | 1–0  | 0–0    | 1–0    |
| 1995–96   | 1              | Rapid Wien | 0–0  | 1–3    | 1–3    |

### UEFA Europa League / UEFA Cup / Copa de Ferias
| Temporada | Ronda            | Club              | Casa | Visita | Global             |
| --------- | ---------------- | ----------------- | ---- | ------ | ------------------ |
| 1962–63   | 1                | Spartak Brno      | 4–0  | 1–0    | 5–0                |
| 1962–63   | 2                | Leipzig XI        | 1–0  | 0–1    | 1–1 (1-0 Play-off) |
| 1962–63   | Cuartos de final | Ferencváros       | 1–0  | 0–2    | 1–2                |
| 1964–65   | 1                | Göztepe A.Ş.      | 2–1  | 1–0    | 3–1                |
| 1964–65   | 2                | Lokomotiv Plovdiv | 1–0  | 0–2    | 1–2                |
| 1967–68   | 1                | Dinamo Zagreb     | 2–0  | 0–5    | 2–5                |
| 1990–91   | 1                | Anderlecht        | 0–2  | 0–2    | 0–4                |
| 2013–14   | Clasificatoria 2 | Víkingur          | 3–0  | 4–0    | 7–0                |
| 2013–14   | Clasificatoria 3 | Vitesse           | 1–1  | 2–1    | 3–2                |
| 2013–14   | Play-off         | Swansea City      | 2–1  | 1–5    | 3–6                |
| 2014–15   | Clasificatoria 2 | Flamurtari        | 2–0  | 3–1    | 5–1                |
| 2014–15   | Clasificatoria 3 | Viktoria Plzeň    | 1–1  | 4–1    | 5–2                |
| 2014–15   | Play-off         | Dinamo Zagreb     | 1–3  | 1–2    | 2–5                |

### Copa Intertoto
| Temporada | Ronda   | Club               | Casa | Visita | Global   |
| --------- | ------- | ------------------ | ---- | ------ | -------- |
| 1990      | Grupo 9 | Chemnitzer         | 0–1  | 0–1    | 4º Lugar |
| 1990      | Grupo 9 | SK Sturm Graz      | 1–6  | 0–3    | 4º Lugar |
| 1990      | Grupo 9 | Fortuna Düsseldorf | 1–1  | 3–2    | 4º Lugar |

## Entrenadores
- Ilie Oană (1924)
- Traian Ionescu (1954–57)
- Constantin Cernăianu (1964–70)
- Ilie Oană (1967), (1971)
- Mircea Dridea (1973)
- Gheorghe Dumitrescu (1973)
- Mihai Mocanu (1975)
- Valentin Stănescu (1976–78)
- Traian Ionescu (1980–81)
- Mircea Dridea (1981)
- Viorel Mateianu (1982–83)
- Petre Dragomir (1983)
- Mircea Dridea (1985)
- Constantin Moldoveanu (1987)
- Camil Oprișan (1987)
- Virgil Dridea (1989)
- Ion Marin (1992–96)
- Ioan Andone (1996–97)
- Alexandru Pall (1997)
- Constantin Moldoveanu (1998)
- Ion Marin (1998–99)
- Virgil Dridea (1999)
- Victor Roșca (2000)
- Marin Barbu (2001)
- Costel Lazăr (2001)
- Octavian Grigore (2002–03)
- Florin Marin (2004)
- Virgil Dridea (2004)
- Vasile Cosarek (2005)
- Valeriu Răchită (2005–06)
- Rino Lavezzini (2006)[4]
- Marin Barbu (2006–07)
- Ştefan Nanu (2007)
- Octavian Grigore (2007–08)
- Eusebius Tudor (2008–09)
- Valeriu Răchită (2009–12)
- Gheorghe Mulțescu (2012)
- Mircea Rednic (2012)
- Cosmin Contra (2012–14)
- Răzvan Lucescu (2014)[5][6]
- Gheorghe Mulțescu (2014–2015)
- Mircea Rednic (2015)
- Valentin Sinescu (2015)
- Tibor Selymes (2015)
- Eusebiu Tudor (2015)
- Mihai Stoichiță (2015)[7]
- Constantin Schumacher (2016)[8][9]
- Ionel Gane (2016)[10]
- Octavian Grigore (2016–2017)
- Romica Ciobanu (2017–2018)[11][12]
- Leo Grozavu (2018)[13][14]
- Octavian Grigore (2018)[14]
- Flavius Stoican (2019)[15]